# Al-Mustansir (Abbaside)
Al-Mustansir (arabisch أبو جعفر المنصور بن محمد الظاهر المسنتصر بالله, DMG Abū Ǧaʿfar al-Manṣūr b. Muḥammad aẓ-Ẓāhir al-Mustanṣir bi-’llāh; * 1192; † 5. Dezember 1242) war 1226–1242 der achtunddreißigste Kalif der Abbasiden.
Abu Dschafar al-Mansur ibn Muhammad az-Zahir al-Mustansir bi-’llah trat die Nachfolge seines Vaters Az-Zāhir bi-amr Allāh (1225–1226) an. Er war ein tatkräftiger, frommer und gerechter Herrscher. So gründete er 1234 in Bagdad eine nach ihm benannte theologische Hochschule (die heutige Al-Mustansiriyya-Universität), in der die vier sunnitischen Rechtsschulen (Madhhab) gelehrt wurden.
Politisch war die Situation des Kalifats zunächst durch die choresmische Bedrohung unter Sultan Dschalal ad-Din Mengübirti und nach dessen Tod (1231) durch die Expansion der Mongolen im Iran geprägt. Zwar bemühte sich al-Mustansir um gute Beziehungen zu den Ayyubiden in Ägypten und den Rum-Seldschuken in Anatolien, doch kam kein aktives Bündnis gegen die Mongolen zustande.
Nachdem die Mongolen schon Teile des Nordiraks erobert hatten, griffen sie 1237 Bagdad an, wurden aber von den Abbasiden abgewehrt. 1238 erlitt das Heer al-Mustansirs eine schwere Niederlage gegen die Mongolen, die sich wegen der starken Befestigungsanlagen Bagdads jedoch wieder in den Iran zurückzogen. In den letzten Jahren seiner Regierung war al-Mustansir vor allem mit der Verstärkung des Heeres und der Befestigung seiner Hauptstadt beschäftigt.
Nach dem Tod al-Mustansirs am 5. Dezember 1242 wurde al-Musta'sim (1242–1258) Abbasidenkalif in Bagdad.
| Vorgänger             | Amt                           | Nachfolger            |
| --------------------- | ----------------------------- | --------------------- |
| Az-Zāhir bi-amr Allāh | Kalif der Abbasiden 1226–1242 | al-Musta'sim bi-'llah |

| Personendaten    | Personendaten                                                      |
| ---------------- | ------------------------------------------------------------------ |
| NAME             | Mustansir, al-                                                     |
| ALTERNATIVNAMEN  | Abu Dschafar al-Mansur ibn Muhammad az-Zahir al-Mustansir bi-'llah |
| KURZBESCHREIBUNG | 36. Kalif der Abbasiden (1226–1242)                                |
| GEBURTSDATUM     | 1192                                                               |
| STERBEDATUM      | 5. Dezember 1242                                                   |